# Фісташка Липи
Фісташка Ли́пи. Обхват стовбура над землею 6,15 м. Висота 10 м. Вік 1000 років. Росте в Нижньомасандрівському парку, м. Ялта (Крим). Дерево названо на честь київського ботаніка, професора О. Л. Липи, великого ентузіаста охорони вікових дерев, який знайшов і описав дане дерево в 1967 р. Дерево має три великих стовбура. У стовбурах є дупла, залишки цементних пломб. Життя дерева перебуває під загрозою, адже парк хаотично забудовується дачами. Дерево необхідно заповісти, поставити охоронний знак і огорожу, що повністю виключала б доступ людей до дерева, а також запломбувати дупла.

## Ресурси Інтернету
- Фотогалерея самых старых и выдающихся деревьев Украины  [Архівовано 8 квітня 2014 у Wayback Machine.]

## Виноски
1. 1 2   Шнайдер С. Л., Борейко В. Е., Стеценко Н. Ф. 500 выдающихся деревьев Украины. — К.: КЭКЦ, 2011. — 203 с.